# Les Molières
Les Molières település Franciaországban, Essonne megyében. Lakosainak száma 1935 fő (2022. január 1.). Les Molières Saint-Rémy-lès-Chevreuse, Boullay-les-Troux, Pecqueuse, Limours és Gometz-la-Ville községekkel határos.

## Népesség
A település népességének változása:
| Lakosok száma | 2006 | 2000 | 1914 | 1895 | 1874 | 1856 | 1896 | 1935 |
|               | 2013 | 2015 | 2017 | 2018 | 2019 | 2020 | 2021 | 2022 |